# Pavilhão Marisfrolg
Pavilhão Marisfrolg (chinês tradicional: 瑪絲菲爾大廈, chinês simplificado: 玛丝菲尔大厦), localizado no Distrito de Longhua, Shenzhen, Província de Guangdong, China, é a sede da marca de moda de Shenzhen Marisfrolg. Projetado pelo Studio de Arquitetura da Nova Zelândia Van Brandenburg (AVB), o edifício apresenta designs biomiméticos inspirados nos exoesqueletos espinhosos de insetos. A estrutura principal é uma combinação de aço e concreto armado, com o exterior decorado usando um mosaico de azulejos, fragmentos de tijolos e pedras. O edifício está situado em um terreno insular de 5,5 hectares com 120.000 metros quadrados. A construção começou em 2008 e levou 15 anos para ser concluída. A arquitetura parece ter sido influenciada pelo estilo inicial de Antoni Gaudí e Santiago Calatrava. Recebeu atenção na 14ª Bienal de Veneza.

## Galeria

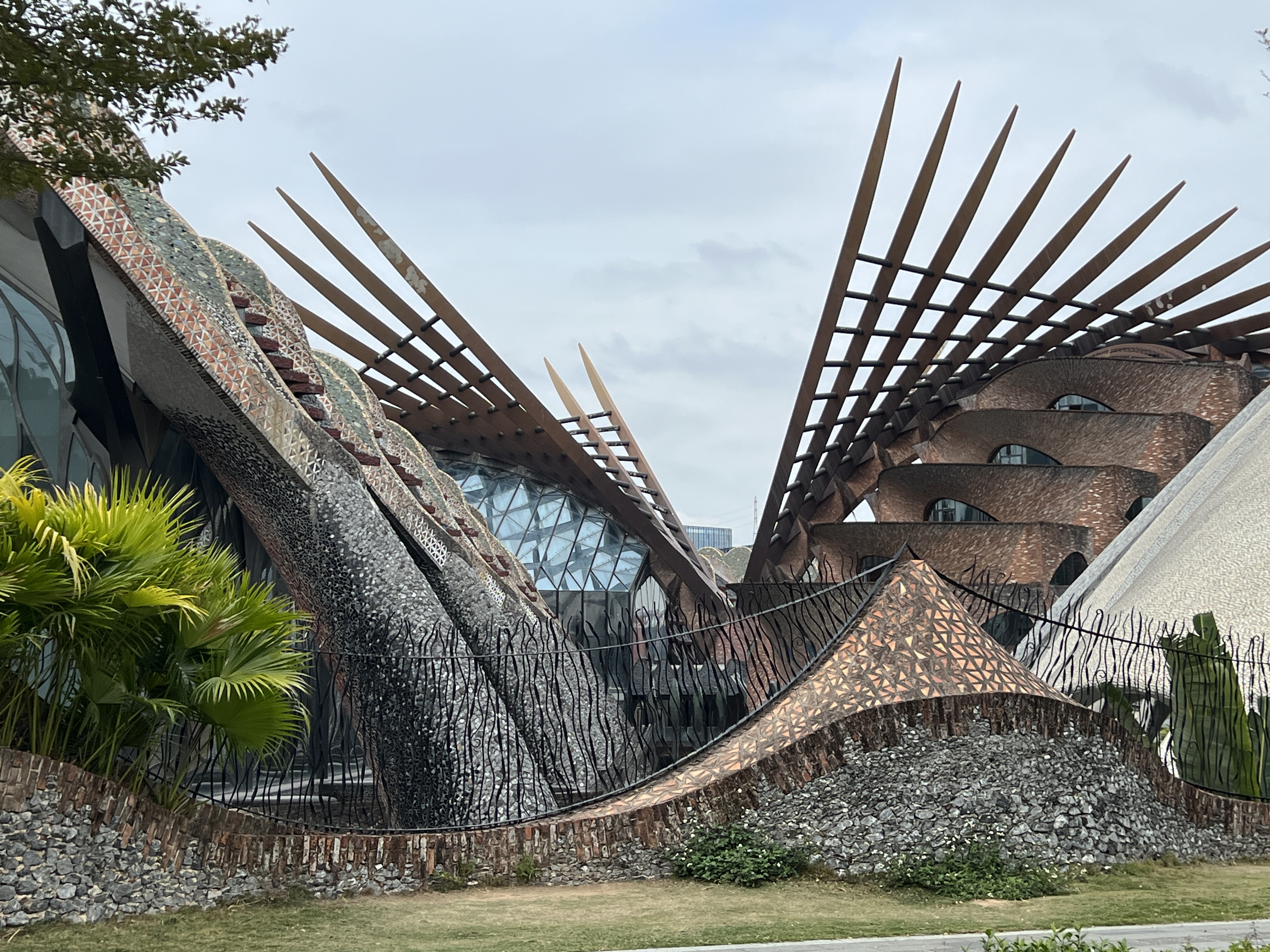
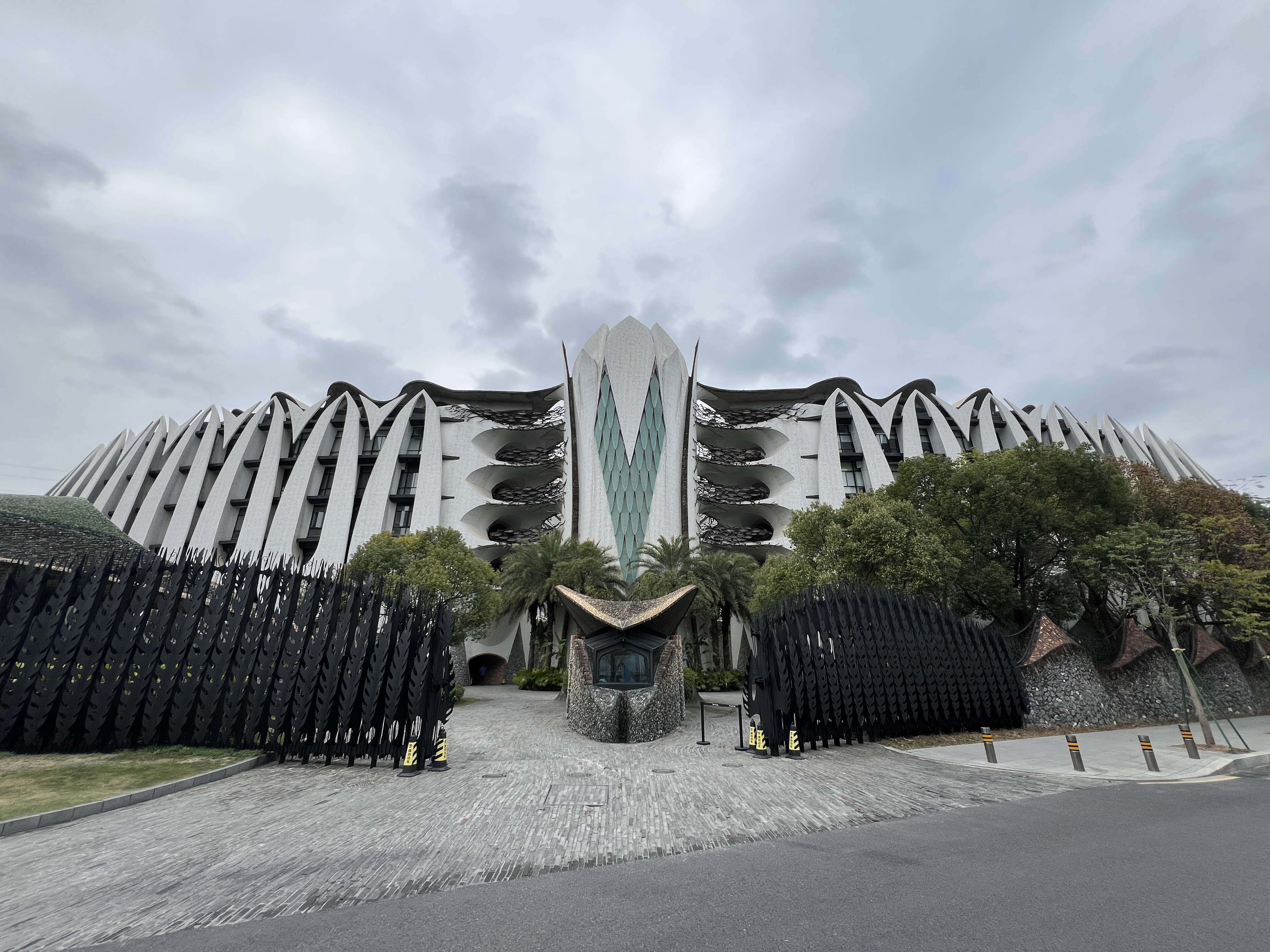
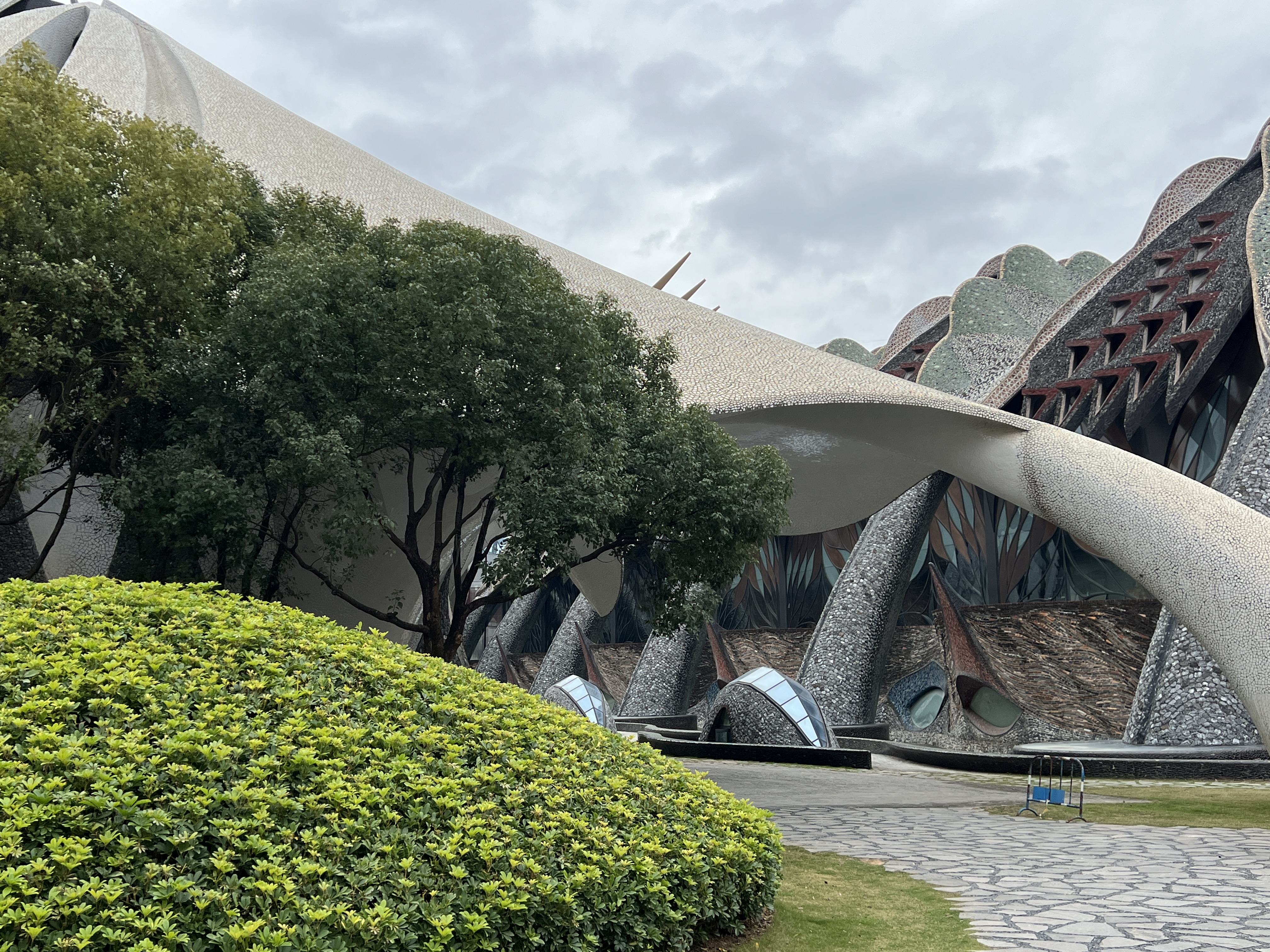
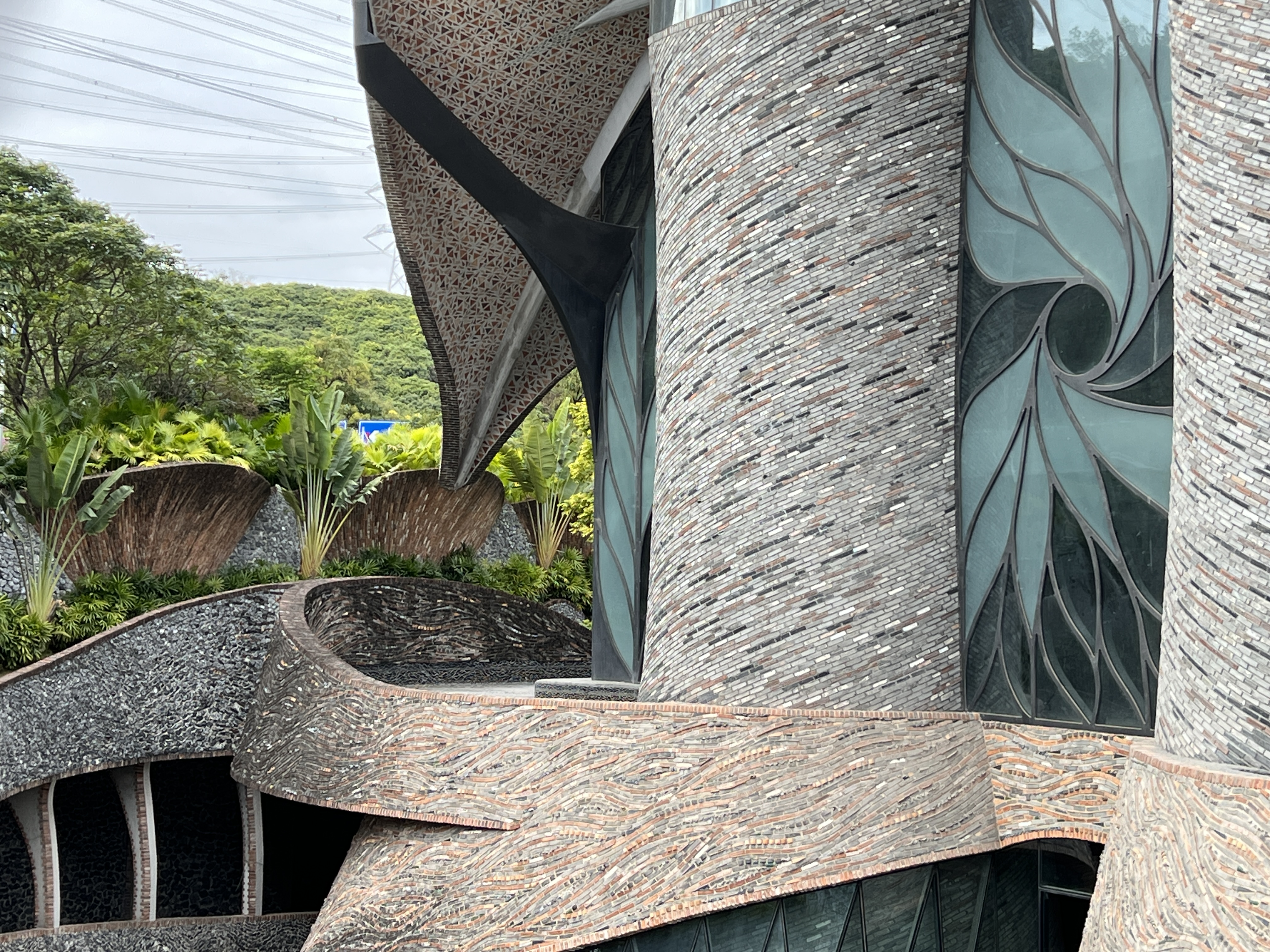
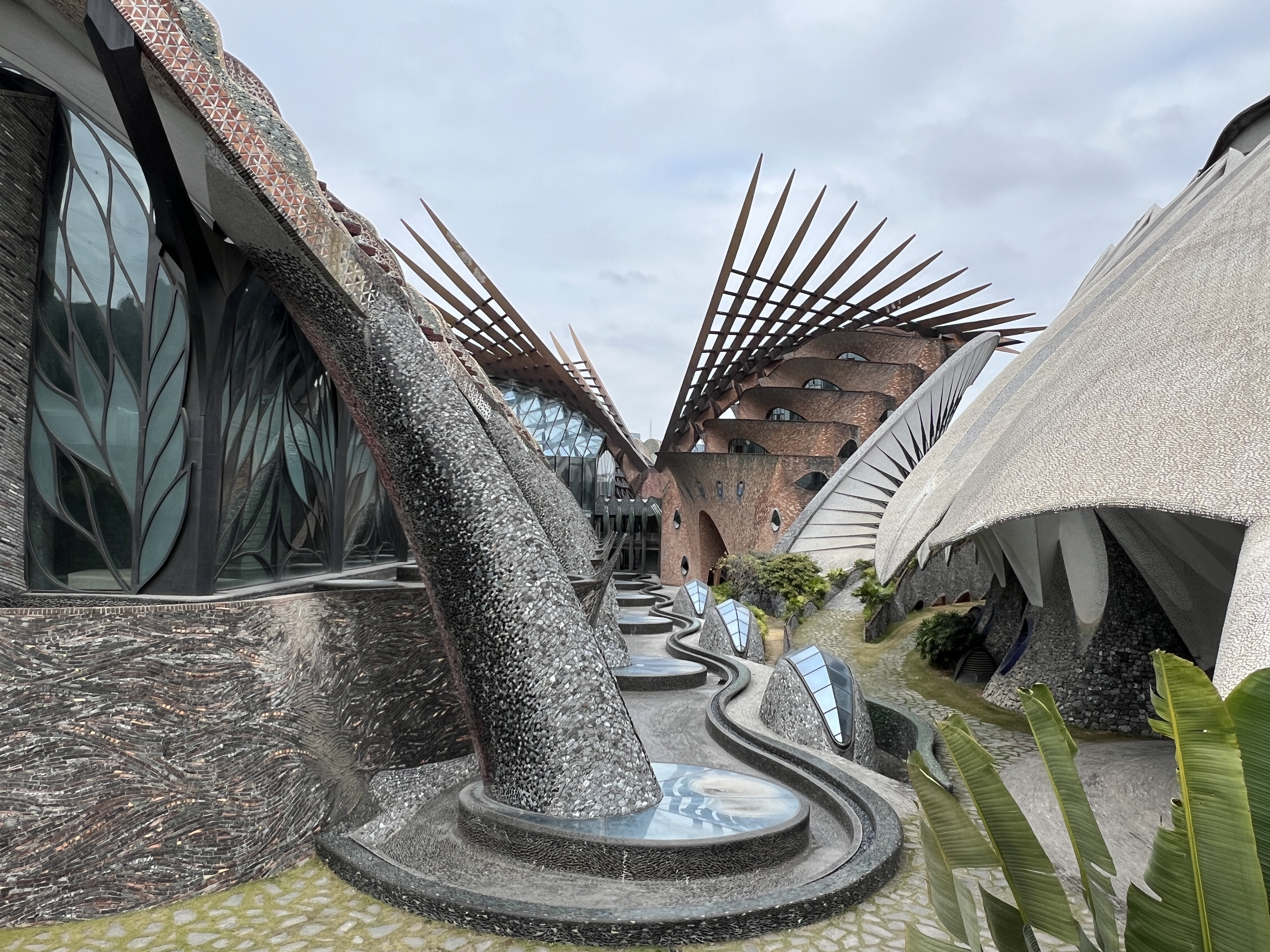
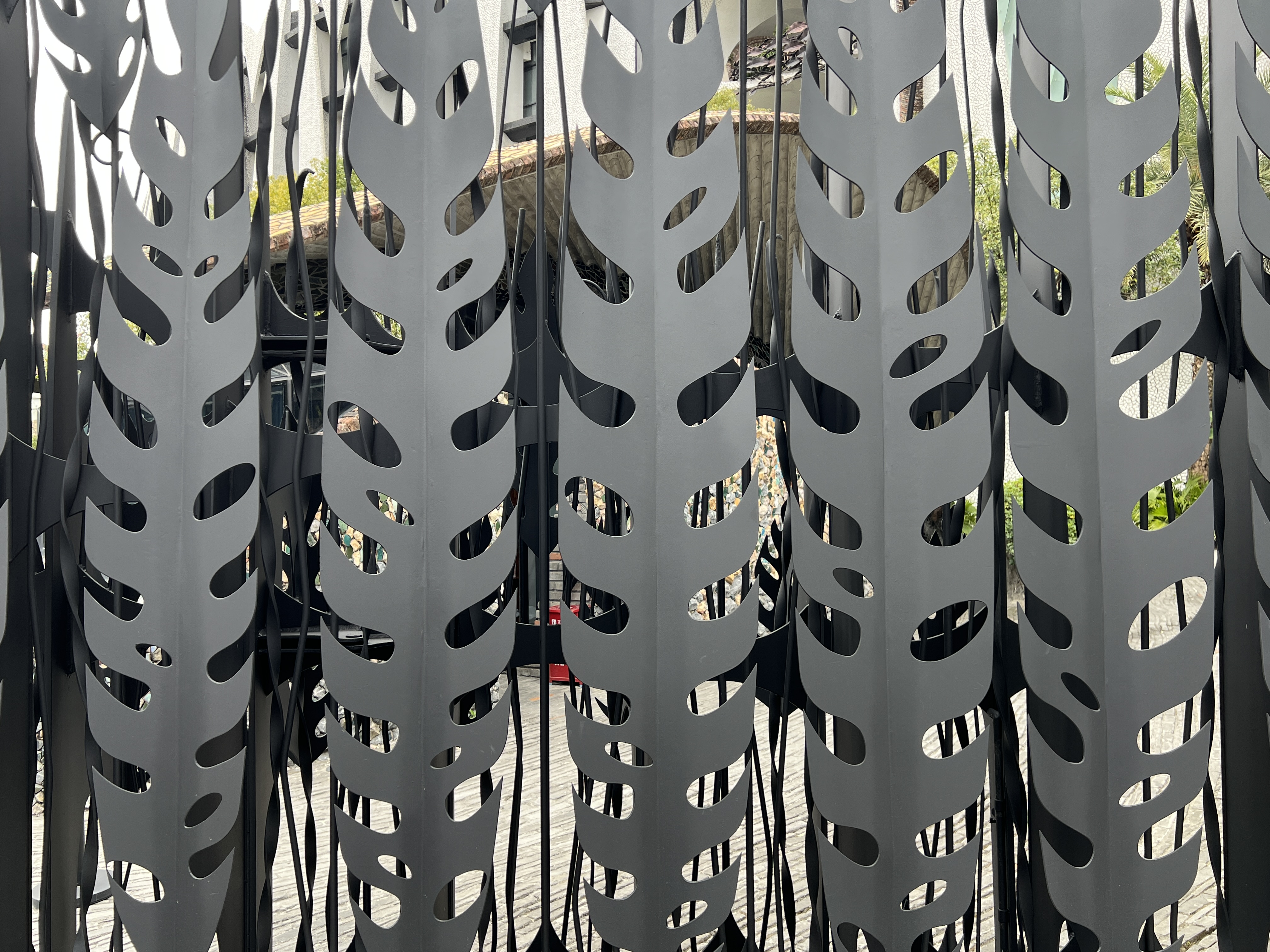